# SP-291
A SP-291 é uma rodovia transversal do estado de São Paulo, administrada pelo Departamento de Estradas de Rodagem do Estado de São Paulo (DER-SP).

## Denominações
Recebe as seguintes denominações em seu trajeto:
Nome:	Mário Donegá	
- De - até:	Ribeirão Preto - Pradópolis
- Legislação: LEI 2.525 DE 11/11/80

## Descrição
Principais pontos de passagem: SP 322 (Ribeirão Preto) - Dumont - Pradópolis

## Características

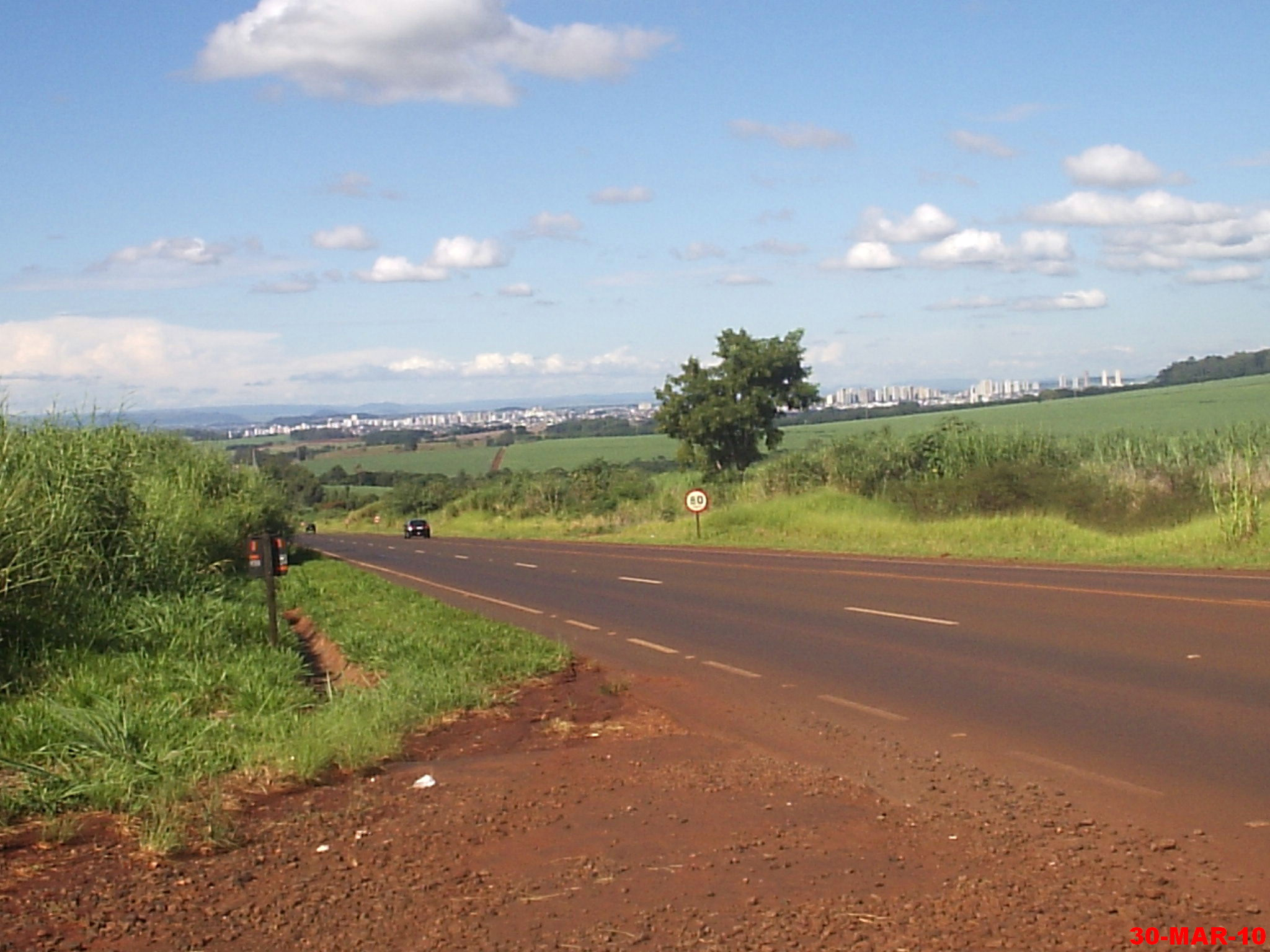
Trecho da SP-291 em Ribeirão Preto.

### Extensão
- Km Inicial: 0,000
- Km Final: 26,340

### Municípios atendidos
- Ribeirão Preto
- Dumont
- Barrinha
- Pradópolis